# Pangauban (Pacet)
Pangauban is een bestuurslaag in het regentschap Bandung van de provincie West-Java, Indonesië. Pangauban telt 10.497 inwoners (volkstelling 2010).